# Johann Pachelbel
Johann Pachelbel (pron. alemana [/ˈpaxɛlbl̩/, /paˈxɛlbl̩/) (Núremberg, Sacro Imperio, 1 de septiembre de 1653-ibídem, 3 de marzo de 1706) fue un destacado compositor, clavicembalista y organista alemán del periodo barroco. Se encuentra entre los más importantes músicos de la generación anterior a Johann Sebastian Bach, de cuyo padre fue amigo. Entre sus numerosas composiciones hay que mencionar su célebre Canon en re mayor, escrito para tres violines y bajo continuo, obra que ha sido objeto de numerosas grabaciones. Además de componer una gran cantidad de obras sacras y seculares, contribuyó al desarrollo del preludio de coral y fuga, lo que le granjeó un lugar entre los compositores más importantes de la era barroca.La música de Pachelbel gozó de mucha popularidad en su época, gracias a la cual obtuvo muchos alumnos y logró convertirse en un modelo para los compositores del sur y del centro de Alemania. La obra más conocida de Pachelbel, Canon en re mayor, fue el único canon que escribió —aunque, en realidad, el término es relativamente inexacto porque la pieza no es estrictamente un canon sino, más bien, una chaconne o una passacaille—. Además de esta pieza, su obra más conocida, se incluyen entre sus composiciones la Chacona en fa menor, la Toccata en mi menor para órgano y el Hexachordum Apollinis, una serie de variaciones musicales al teclado.
La música de Pachelbel fue influenciada por compositores de diversos orígenes, tales como Johann Jakob Froberger y Johann Caspar Kerll del sur de Alemania, los italianos Girolamo Frescobaldi y Alessandro Poglietti, además de compositores franceses y de la llamada tradición de Núremberg.
Pachelbel se decantaba por un estilo lúcido y sin complicaciones, haciendo especial énfasis en la claridad melódica y armónica. Comparándola con la de Dieterich Buxtehude, la música de Pachelbel era menos virtuosa y audaz armónicamente; sin embargo, el compositor experimentó con los mismos ensambles y combinaciones de instrumentos tanto en su música de cámara, como en su música vocal. Pachelbel exploró muchas técnicas y formas de variaciones musicales, dejándolas manifiestas en varias de sus obras, que fueron desde conciertos de música sacra hasta suites de clavicordios:

## Biografía

### 1653-1674: Familia y educación (Núremberg, Altdorf, Ratisbona)

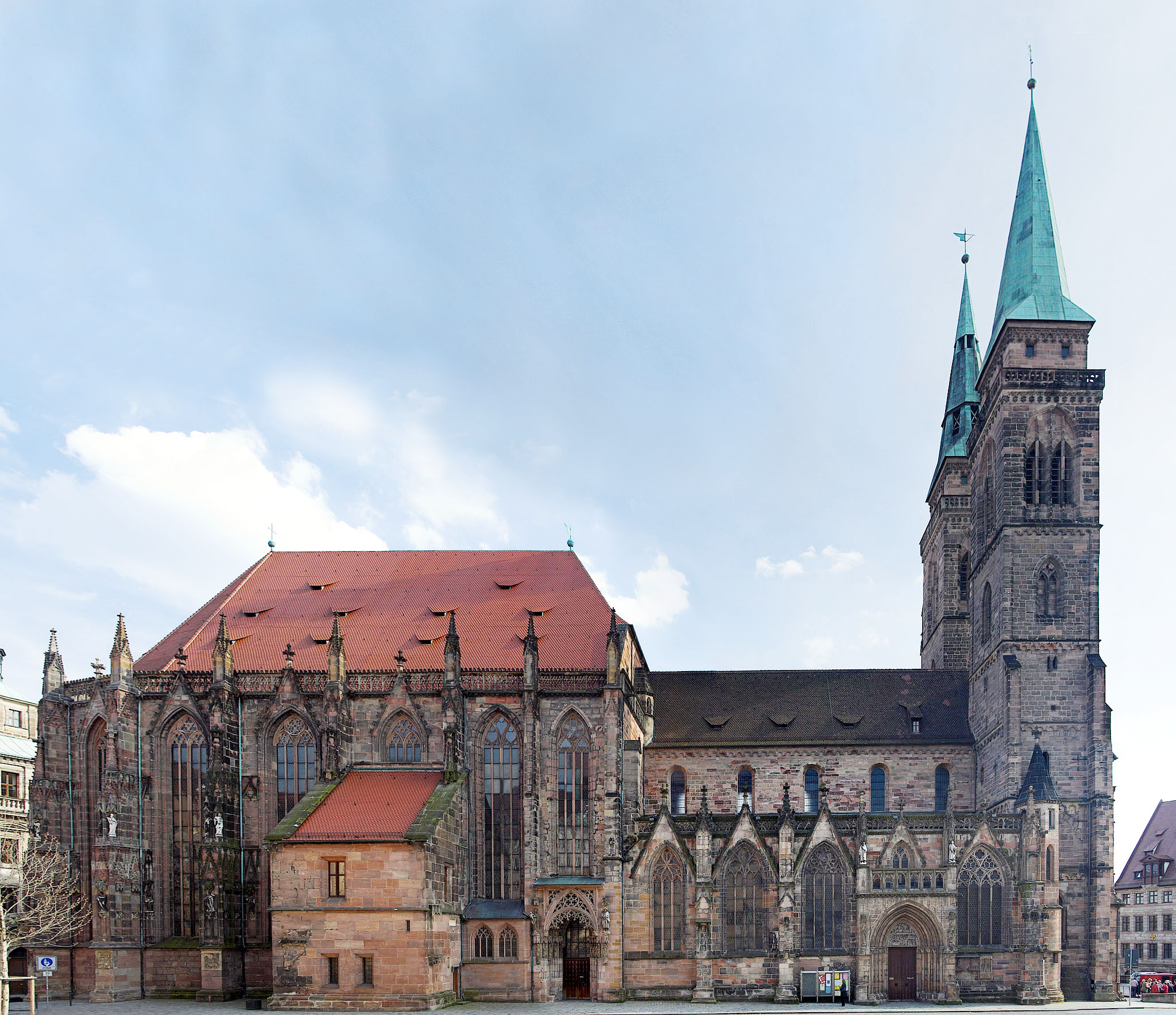
Iglesia de San Sebaldo en Núremberg, lugar que influyó notablemente en la vida de Pachelbel.

Johann Pachelbel nació en el año 1653 en Núremberg, en el seno de una familia de clase media, siendo hijo de Johann (Hans) Pachelbel (nacido en Wunsiedel, Alemania, en 1613), un comerciante de vinos, y de su segunda esposa, Anne Maria Mair. La fecha exacta de su nacimiento es desconocida, aunque a juzgar por la fecha de su bautismo (1 de septiembre), se estima que pudiera haber nacido a finales de agosto.
A temprana edad, Pachelbel recibió clases de música con Heinrich Schwemmer, un profesor de música que posteriormente se convirtió en el cantor de la iglesia de San Sebaldo (Sebalduskirche). Algunas fuentes indican que Pachelbel también estudió con Georg Caspar Wecker, un organista perteneciente a la misma iglesia e importante compositor de la escuela de Núremberg, aunque actualmente se cree que esto fue muy poco probable. En cualquier caso, tanto Wecker como Schwemmer fueron educados por Johann Erasmus Kindermann, uno de los fundadores de la tradición musical de Núremberg, quien además había sido alumno de Johann Staden.
La Grundlage einer Ehrenpforte (Hamburgo, 1740) de Johann Mattheson es una de las fuentes más importantes de información que tratan de la vida de Pachelbel. En ella se menciona que el joven compositor demostraba habilidades excepcionales tanto académica como musicalmente. Había recibido educación primaria en la Academia de San Lorenzo (Lorenz Hauptschule) y en el Auditorio Aegediano en Núremberg. Posteriormente, el 29 de junio de 1669, se matriculó en la Universidad de Altdorf, donde fue nombrado organista de la iglesia de San Lorenzo ese mismo año. Las dificultades económicas posteriores obligaron a Pachelbel a dejar la universidad, en menos de un año. A fin de completar sus estudios, se convierte en un estudiante becado en 1670, en el Gymnasium Poeticum en Ratisbona. Las autoridades académicas quedaron tan impresionadas por las calificaciones de Pachelbel, que incluso fue admitido por encima de la cuota normal de la escuela.
A Pachelbel también se le permitió estudiar música fuera del Gymnasium. Su maestro fue Kaspar (Caspar) Prentz, quien a su vez era alumno de Johann Kaspar Kerll. Puesto que este último estuvo muy influenciado por compositores italianos como Giacomo Carissimi, es probable que a través de Prentz, Pachelbel comenzara a desarrollar interés por la música italiana contemporánea, y por la música católica eclesiástica en general.

### 1673-1690: Carrera profesional (Viena, Eisenach, Erfurt)
Este es el período menos documentado sobre la vida de Pachelbel. No se sabe a ciencia cierta si permaneció en Ratisbona hasta 1673 o terminó con su maestro ese mismo año. En todo caso, en 1673 Pachelbel estaba viviendo en Viena, donde se convirtió en organista suplente en la famosa Catedral de San Esteban (Stephansdom). En esa época, Viena era el centro del vasto Imperio austríaco y lugar destacado de la cultura europea. Allí trabajaban varios compositores de renombre, muchos de los cuales contribuyeron al intercambio de las tradiciones musicales en Europa. En particular, Johann Jakob Froberger sirvió como organista de la corte en Viena hasta 1657 y fue sucedido por Alessandro Poglietti. Georg Muffat vivió en la ciudad por algún tiempo, y aún más importante, Johann Kaspar Kerll se mudó a Viena en 1673. Mientras estuvo allí, es probable que haya conocido o hasta enseñado a Pachelbel, cuya música muestra trazas del estilo de Kerll. Pachelbel pasó cinco años en Viena, absorbiendo la música de los compositores católicos del sur de Alemania y de Italia, que fue un estilo muy diferente al que aprendió cuando estuvo bajo la estricta tradición luterana. A este respecto, Pachelbel se parece mucho a Haydn, quien también trabajó como músico profesional en la Catedral de San Esteban (Stephansdom) durante su juventud y, como tal, estuvo expuesto a la música de los principales compositores de la época.
En 1677, Pachelbel se mudó a Eisenach, donde consiguió trabajo como organista de la corte bajo el maestro de capilla (Kapellmeister) Daniel Eberlin (también nacido en Núremberg), contratados por Johann Georg I, duque de Sajonia-Eisenach. Allí conoció a varios miembros de la familia Bach (casualmente, Eisenach era la ciudad natal del padre de J.S. Bach, Johann Ambrosius) y se hizo amigo muy allegado de Johann Ambrosius y llegó a ser tutor para sus hijos. Sin embargo, a consecuencia de la muerte de Bernhard II, duque de Sajonia-Jena y hermano de Johann Georg I, se suscitó un período de duelo que disminuyó la actividad de los músicos de la corte. Esto hizo que Pachelbel se quedara sin empleo y tuviera que abandonar Eisenach en apenas un año. Solicitó una carta de recomendación a Eberlin, quien se la otorgó, describiéndolo como un «raro y perfecto virtuoso» —einen perfecten und raren Virtuosen. Con ese documento en la mano, Pachelbel dejó Eisenach el 18 de mayo de 1678.

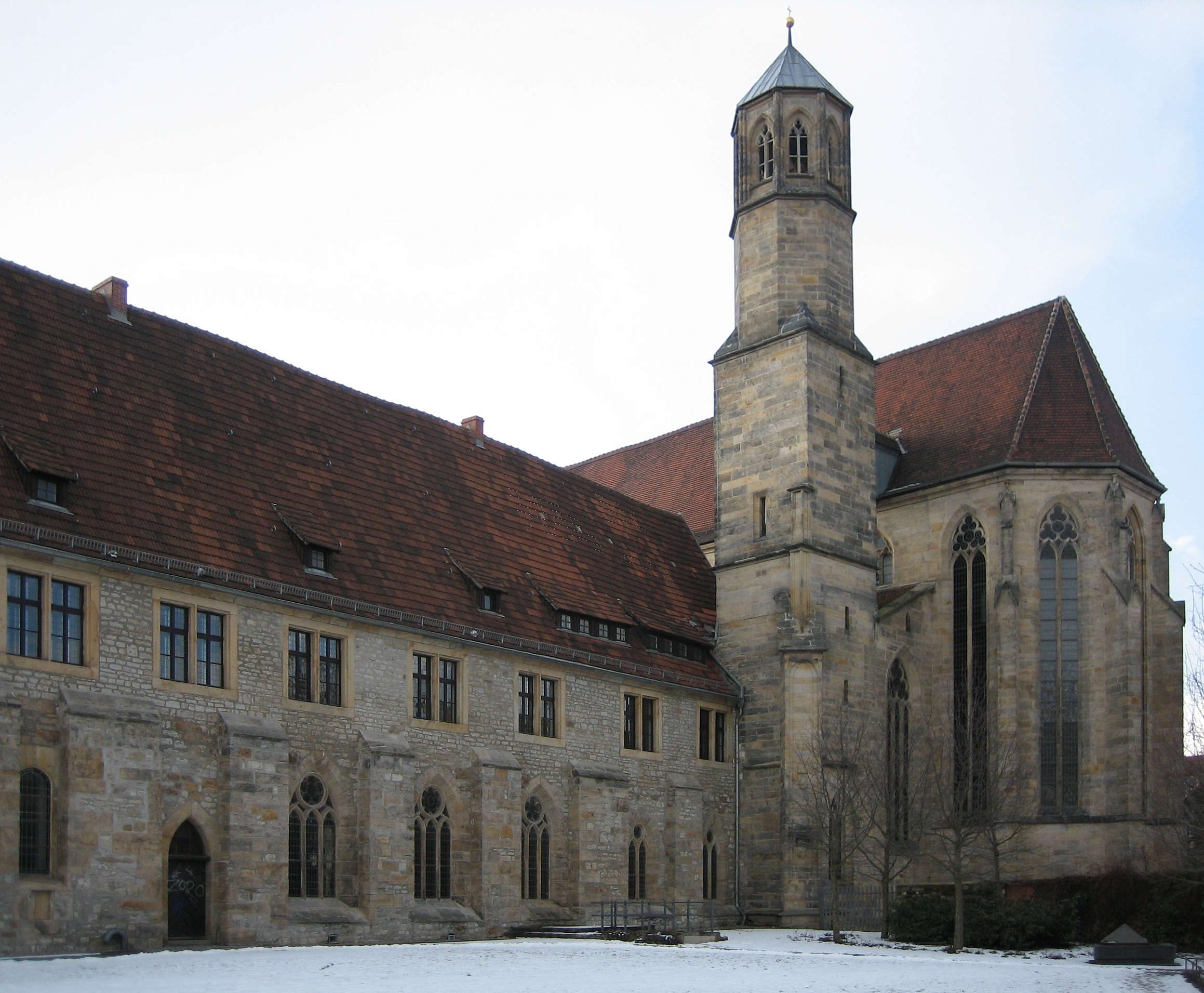
Predigerkirche, la iglesia de Erfurt, donde Pachelbel trabajó durante 12 años a partir de 1678.

En junio de 1678, Pachelbel fue contratado como organista de la Predigerkirche en Erfurt, sucediendo a Johann Effler (c. 1640-1711. Effler quien había precedido a Johann Sebastian Bach en Weimar). La familia Bach era muy conocida en Erfurt (donde prácticamente todos los organistas más tarde pasaron a llamarse «Bach»), por lo que la amistad de Pachelbel con ellos continuó aquí. Pachelbel se convirtió en padrino de la hija de Johann Ambrosius, Johanna Juditha. También enseñó a Johann Christoph Bach (1671-1721), hermano mayor de Johann Sebastian, y vivió en casa de Johann Christian Bach (1640-1682). Pachelbel permaneció en Erfurt durante 12 años y estableció su reputación como uno de los principales compositores de órgano alemán durante su estancia. El preludio coral se convirtió en uno de sus productos más característicos cuando estuvo en Erfurt, ya que el contrato de Pachelbel especificaba que debía componer los preludios para la misa en la iglesia. Entre sus deberes estaban el efectuar el mantenimiento de los órganos y, más importante aún, hacer una composición anual de gran envergadura para demostrar su progreso como compositor y organista. Por cierto, dicho trabajo debería considerarse mejor que el que hubiera realizado el año anterior.
Johann Christoph Bach, quien era arrendador de Pachelbel en Erfurt, murió en 1682. En junio de 1684, Pachelbel compró la casa (llamada Zur silbernen Tasche, ubicada en Junkersand 1) de la mano de la viuda de Johann Christian. En 1686, le fue ofrecido un cargo como organista de la iglesia de Santa Trinidad (Trinitatiskirche) en Sondershausen. Pachelbel inicialmente aceptó la invitación, pero, tal y como indica una carta autógrafa superviviente de la época, tuvo que rechazar la oferta después de una larga serie de negociaciones. Aparentemente él estaba obligado a consultar con los obispos de Erfurt y otras autoridades de la iglesia antes de considerar cualquier oferta de trabajo. Todo indica que la situación se resolvió con calma y sin daño a la reputación de Pachelbel, pues se le ofreció un aumento y una estancia en la ciudad por cuatro años más.
Pachelbel se casó dos veces durante su estancia en Erfurt. Primero con Barbara Gabler, hija del burgomaestre de Erfurt, el 25 de octubre de 1681. El matrimonio se llevó a cabo en la casa de su suegro. Por desgracia, tanto Barbara como su único hijo murieron en octubre de 1683 durante una epidemia de peste. El primer trabajo publicado de Pachelbel, un conjunto de variaciones de coral llamadas Musicalische Sterbens-Gedancken (pensamientos musicales sobre la muerte, Erfurt, 1683), fueron muy probablemente influenciadas por este suceso. Diez meses más tarde, Pachelbel contrajo matrimonio con Judith Drommer (Trummert), hija de un calderero, el 24 de agosto de 1684. Tuvieron cinco hijos y dos hijas, de los cuales dos de los varones Wilhelm Hieronymus Pachelbel y Charles Theodore Pachelbel también se hicieron compositores de órgano. Este último se trasladó a la colonia estadounidense en 1734. Otro hijo, Johann Michael, se convirtió en un fabricante de instrumentos musicales en Núremberg y llegó a viajar hasta Londres y Jamaica. Una de sus hijas, Amalia Pachelbel, obtuvo reconocimientos como pintora y talladora.

### 1690–1706: Años finales (Stuttgart, Gotha, Núremberg)
A pesar de que Pachelbel fue un organista sobresaliente, además de compositor y maestro en Erfurt, pidió permiso para dejar el cargo, al parecer para buscar un mejor empleo, y le fue otorgado oficialmente el 15 de agosto de 1690, llevando consigo una carta de recomendación que alababa su diligencia y fidelidad.
En menos de dos semanas consiguió empleo. A partir del 1 de septiembre de 1690, hizo de músico-organista en la corte de Wurtemberg en Stuttgart, bajo el patrocinio de la duquesa Magdalena Sibylla. Ese trabajo era mejor, pero desafortunadamente vivió allí sólo dos años, pues tuvo que huir de los ataques franceses de la guerra de la Gran Alianza. Su siguiente trabajo fue como organista en la ciudad de Gotha, cargo que ocupó durante dos años a partir del 8 de noviembre de 1692. Allí publicó su primera y única colección de música litúrgica: Acht Chorale zum Praeambulieren en 1693 (Erster Theil etlicher Choräle).

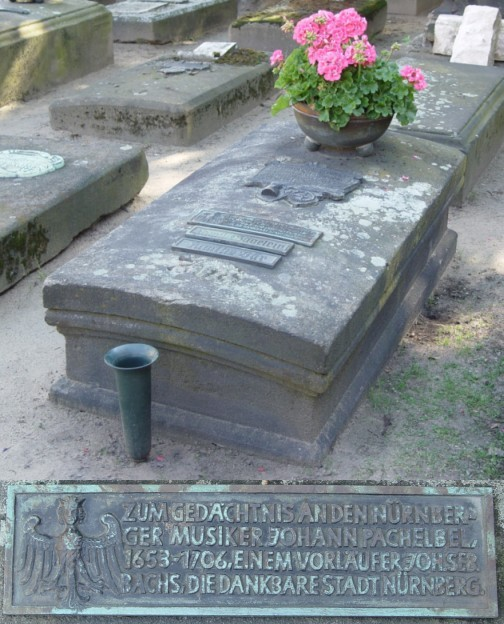
Tumba de Johann Pachelbel en el cementerio de San Roque (St. Rochusfriedhof) de Núremberg.

Cuando su exalumno Johann Christoph Bach contrajo matrimonio en Ohrdruf, el 23 de octubre de 1694, la familia Bach le invitó a él y otros compositores para que aportaran la música. Es muy probable que haya asistido y, de ser así, también puede concluirse que J.S. Bach, que por entonces contaba con nueve años de edad, hubiera conocido a Pachelbel.
Durante sus tres años en Gotha, le ofrecieron cambiar de cargo dos veces, primero la ciudad de Stuttgart y luego la Universidad de Oxford, pero rechazó ambas propuestas. Mientras tanto, en Núremberg, cuando el organista la Iglesia de San Sebaldo, Georg Caspar Wecker (probablemente su antiguo maestro) murió el 20 de abril de 1695, las autoridades de la ciudad estaban tan ansiosas de nombrar como sustituto a Pachelbel (por entonces ya célebre), que le invitaron sin hacerle ninguno de los exámenes de rigor ni exigirle los requisitos normales en organistas prominentes de iglesias menores. Él aceptó, fue dado de baja en Gotha en 1695 y llegó a Núremberg en verano, corriendo incluso el Ayuntamiento con sus viáticos.
Pachelbel pasó el resto de su vida en Núremberg. Durante ese tiempo publicó una colección de música de cámara llamada Musicalische Ergötzung («Deleite musical»), así como la famosa Hexachordum Apollinis (Núremberg, 1699), un conjunto de seis arias para clavicémbalo con variaciones. Aunque la mayor parte de su trabajo estuvo influenciado por compositores italianos y del sur de Alemania, es evidente que también conocía la escuela del norte de Alemania, porque dedicó dicha Hexachordum Apollinis a Dietrich Buxtehude. Sus composiciones finales también tuvieron marcada influencia italiana: concertatos, vísperas y el conjunto de más de noventa Magnificat's para fuga.
Johann Pachelbel murió en su ciudad natal a la edad de 52 años, el 3 de marzo de 1706, y fue enterrado el 9 de marzo. Algunos biógrafos ven poco probable que se dejara su cadáver tantos días sin enterrar, pues la costumbre era hacerlo al tercer o cuarto día, de modo que se estima el 6 o 7 de marzo de 1706 como fecha más probable de su muerte. Johann Pachelbel se encuentra sepultado en el cementerio de la iglesia de San Roque de Núremberg (supra imagen de su tumba y placa de la ciudad).

## Influencia posterior
Como compositor de la última mitad del período Barroco, Pachelbel no tuvo una influencia considerable en los compositores famosos que le sucedieron, tales como Georg Friedrich Händel, Domenico Scarlatti o Georg Philipp Telemann. Es probable que haya influido indirectamente en Johann Sebastian Bach, tomando en cuenta que el joven Johann Sebastian estuvo bajo la tutela de su hermano mayor Johann Christoph Bach, quien estudió con Pachelbel. Sin embargo, a pesar de que las primeras corales y las variaciones de coral J.S. Bach las tomó de Pachelbel, es el estilo de los compositores del norte de Alemania, tales como Georg Böhm, Dieterich Buxtehude, Johann Adam Reincken, el que jugó un papel más determinante en el desarrollo del talento de Bach.
Pachelbel fue el último gran compositor de la tradición de Núremberg y del sur de Alemania. La influencia de Pachelbel estuvo limitada sobre todo a sus alumnos, entre ellos destacan Johann Christoph Bach, Johann Heinrich Buttstett, Andreas Nicolás Vetter y dos de los hijos de Pachelbel, Wilhelm Hieronymus y Charles Theodore. Este último se convirtió en uno de los primeros compositores europeos en establecer su residencia en la colonia estadounidense. Es probable, que mediante su hijo, Pachelbel haya tenido cierta influencia en la música de la iglesia americana de la época. El compositor, musicólogo y escritor Johann Gottfried Walther es probablemente el más famoso de los compositores influenciados por Pachelbel - a quien, de hecho, se le llama el «segundo Pachelbel» en el Grundlage einer Ehrenpforte de Mattheson.
Como el estilo barroco pasó de moda durante el siglo XVIII, la mayoría de los compositores del prebarroco y el barroco fueron prácticamente olvidados. Los organistas de Núremberg y Erfurt llegaron a aprender la música de Pachelbel y en ocasiones la interpretaban. Pero el resto de los músicos, compositores y el público en general dejaron de prestar atención a Pachelbel y sus contemporáneos. En la primera mitad del siglo XIX, se publicaron algunos trabajos de órgano de Pachelbel y algunos musicólogos llegaron a considerarlo un compositor importante. En particular, Philipp Spitta fue uno de los primeros investigadores que hizo seguimiento al papel de Pachelbel en el desarrollo de la música barroca de teclado. Gran parte de la música de Pachelbel fue publicada a principios del siglo XX en la serie Denkmäler der Tonkunst in Österreich, pero no fue sino hasta la mitad del siglo XX cuando aumentó el interés por la música barroca temprana. Con el advenimiento de la Interpretación historicista y su investigación correspondiente, el trabajo de Pachelbel comenzó a ser estudiado en profundidad y a ser interpretado con mayor frecuencia.

## Obra
Pachelbel es autor de numerosas obras, entre las cuales destacan Musikalische Sterbensgedancken (1683), Musikalische Ergötzung (1691), Chacona en fa menor, ocho preludios para corales (1693), Hexachordum Apollinis (para clavicémbalo, 1699), muchas composiciones para órgano (chaconas, fugas y tocatas), lieder espirituales, diversas piezas para clavicémbalo, corales variados, cantatas, fantasías, magníficats, algunas misas y motetes. A pesar de que fue un maestro del estilo cantabile (regularidad del desarrollo de las voces, armonía y ritmo), su música, tanto la instrumental como la vocal, fue olvidada poco después de su muerte y no se recuperó hasta la primera mitad del siglo XIX, cuando Franz Commer publicó la mayor parte de su obra escrita para órgano en Musica Sacra. En 1901 se editó la serie completa de sus 95 fugas sobre el Magníficat en Denkmälern der Tonkunst in Österreich, y muchas de sus obras para clavicémbalo fueron posteriormente incluidas en Denkmälern der Tonkunst in Bayern.
Entre sus obras, destaca el Canon en re mayor, muy utilizado en las ceremonias matrimoniales.